# Hemistola monotona
Hemistola monotona är en fjärilsart som beskrevs av Inoue 1983. Hemistola monotona ingår i släktet Hemistola och familjen mätare. Inga underarter finns listade i Catalogue of Life.